# Панорама

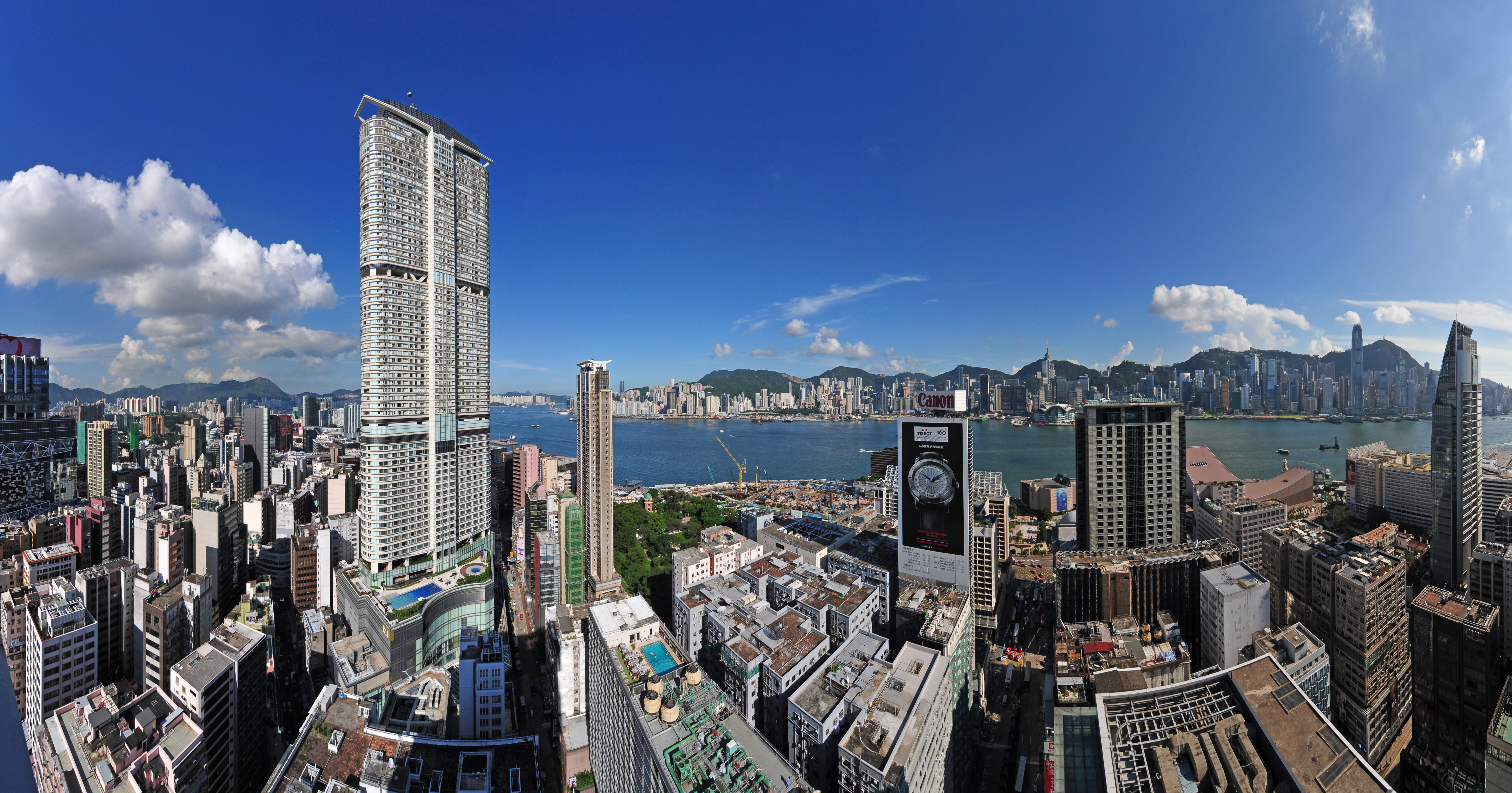
Панорама Гонконга під кутом 270°

Панора́ма (від грец. πανοραμα, утвореного від παν- — «все-» і òραμα — «вид, видовище») — вид на місцевість згори, на далекий простір. Видовище чого-небудь на великому, широкому просторі (про будівлі, споруди й таке ін.).

## Живопис
У живописі панорамою називається картина, на якій плоский мальовничий фон поєднується з об'ємним предметним першим планом (у вигляді муляжів і т. ін. розташованих на підлозі перед картиною). На відміну від діорами має круговий огляд.

### В Україні
- «Оборона Севастополя»
- «Панорама битви під Грюнвальдом»
- «Звільнення Проскурова»
- «Голгофа» — панорама, що виставлялася на Володимирській гірці у Києві в 1902—1934 рр. (втрачена в 1941 р.)

### У світі
- Бородінська панорама (Росія)
- Розгром німецько-фашистських військ під Сталінградом
- Панорама Месдаха (Нідерланди)
- Плевенська епопея (Болгарія)
- Панорама Селянської війни (Німеччина)
- Рацлавицька панорама (Польща)

Панорамними називають також картинки, малюнки, розгляд яких через спеціальні скельця або скло створює враження об'ємності, рельєфності, перспективи.

## Фотографія
Панорама у фотографії — фотографічний знімок або телевізійний кадр із широким (більше за 100°) кутом зображення